# Nodosaire
Nodosaire es un género de foraminífero bentónico considerado como nomen nudum, invalidado y sustituido por Nodosaria de la subfamilia Nodosariinae, de la familia Nodosariidae, de la superfamilia Nodosarioidea, del suborden Lagenina y del orden Lagenida. Fue también propuesto como un subgénero de Nodosaria, es decir, Nodosaria (Nodosaire). Su rango cronoestratigráfico abarcaba desde el Luteciense (Eoceno medio) hasta la Actualidad.

## Clasificación
Nodosaire incluía a las siguientes especies:
- Nodosaire flexuosa, también considerado como Nodosaria (Nodosaire) flexuosa, y aceptado como Dentalina flexuosa
- Nodosaire filiformis, también considerado como Nodosaria (Nodosaire) filiformis, y aceptado como Laevidentalina filiformis
- Nodosaire hirsuta, también considerado como Nodosaria (Nodosaire) hirsuta, y aceptado como Amphicoryna hirsuta
- Nodosaire interrupta, también considerado como Nodosaria (Nodosaire) interrupta, y aceptado como Nodosaria interrupta
- Nodosaire longicauda, también considerado como Nodosaria (Nodosaire) longicauda, y considerado sinónimo posterior de Amphicoryna scalaris
- Nodosaire nodosa, también considerado como Nodosaria (Nodosaire) nodosa, y aceptado como Dentalina nodosa
- Nodosaire ovicula †, también considerado como Nodosaria (Nodosaire) ovicula †, y aceptado como Scallopostoma ovicula †
- Nodosaire pyrula, también considerado como Nodosaria (Nodosaire) pyrula, y aceptado como Grigelis pyrulus